# Corazzate degli Stati Confederati d'America

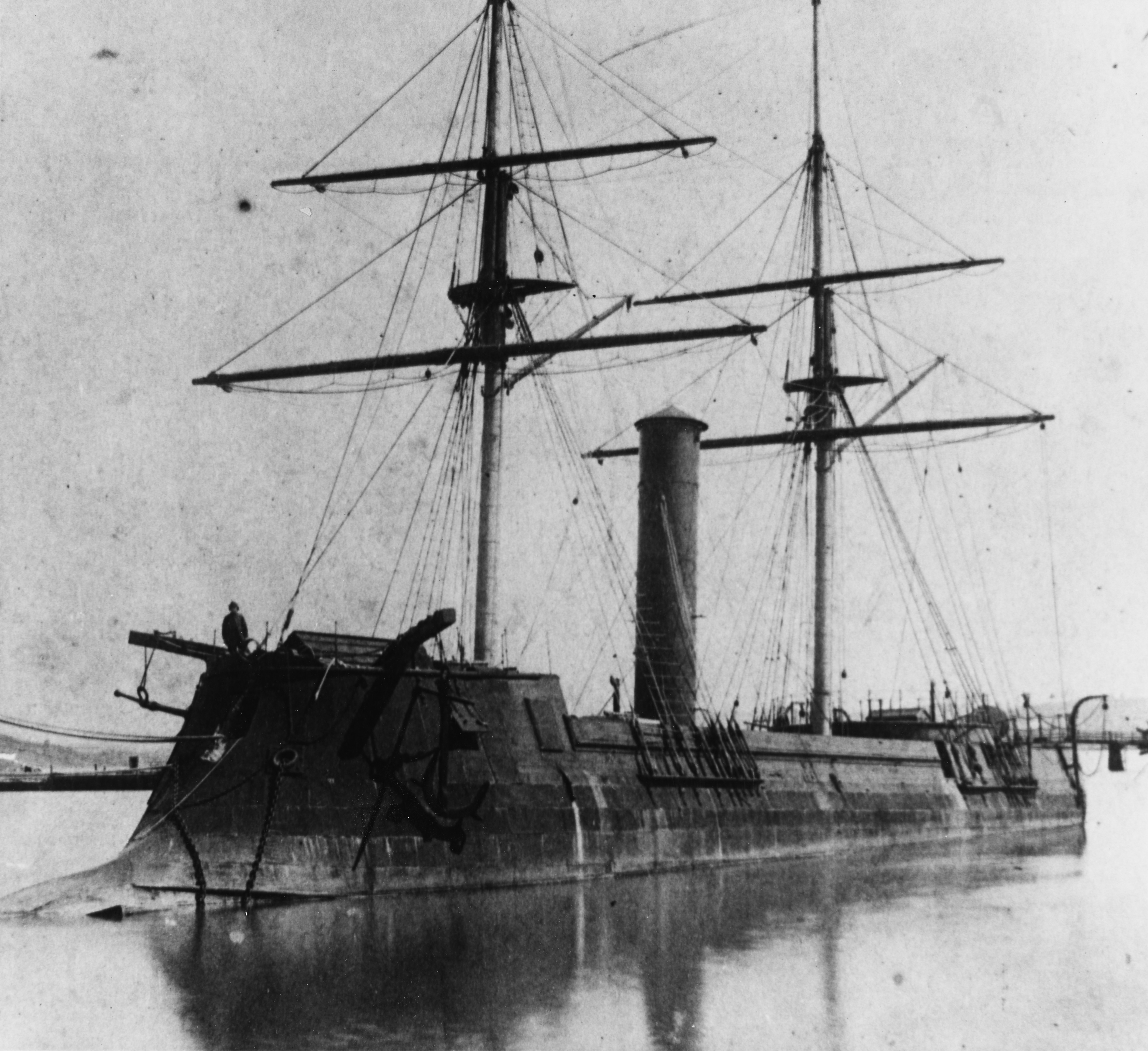
CSS Stonewall

Le navi corazzate (Ironclad = rivestite di ferro) costituirono una novità nell'armamento navale del tempo, sia per le modalità costruttive, che prevedevano una corazzatura in ferro (dello stesso tipo usato per le rotaie ferroviarie) ed eventualmente un ulteriore rivestimento in legno all'interno, sia per la presenza di uno o due rostri a prua ed eventualmente anche a poppa.
Presentavano un profilo emerso molto piccolo e rastremato, per limitare ulteriormente i danni provocati dalle artiglierie navali avversarie, e talvolta imbarcavano anche siluri.
Per contro la loro manovrabilità non era molto spinta e non potevano navigare in acque basse.
Furono impiegate sia in mare sia nelle acque interne.
| Nave                                        | Data di costruzione | Armamento                                                              | Corazzatura                                                          | Note |
| ------------------------------------------- | --- | ---------------------------------------------------------------------- | -------------------------------------------------------------------- | --- |
| CSS Albemarle (2)                           | Varata 26 maggio 1864 ad Halifax, N.C.                                                                                   | 6 cannoni (?)                                                          | 4"                                                                   | Affondata novembre 1864 dai Confederati |
| CSS Arkansas                                | Ott. 1861 - 15 luglio 1862 a Fort Pickering, Miss.                                                                       | 2 8" rigati 4 42 libbre                                                | 24" di legno ricoperto da 1" lastra di ferro rinforzata da travi a T | Affondata nel tentativo di uscire da Vicksburg, 6 agosto 1862; velocità: 6 nodi                                                                               |
| CSS Atlanta                                 | Convertita inverno 1861 - 1862 in Savannah, Ga. dal contrabbandiere CSS Fingal, in servizio ad Atlanta, 22 novembre 1862 | 2 cannoni da 7" 2 cannoni da 6.4" siluro di riserva rostro             | 17" di quercia e 4" di corazza                                       | Arresasi alle forze unioniste dopo essersi arenata nel tentative di uscire dal porto di Savannah, 17 giugno 1863                                              |
| CSS Baltic                                  | Convertita da chiatta cotoniera a Mobile (Alabama), dicembre 1861                                                        | 1 obice da 42 libbre 2 obici da 32 libbre 2 obici da 12 libbre rostro  | non disponibile                                                      | Corazzatura riutilizzata per la Nashville |
| CSS Barataria                               | |                                                                        |                                                                      | |
| CSS Charleston                              | Charleston, SC., 1864, prezzo pagato dalla Società delle Signore per la Cannoniera                                       | 2 9" lisci 4 6.4" Brooke rigati                                        | non disponibile                                                      | Distrutta dai Confederati 18 febbraio 1865, Charleston, S.C.; velocità 6 - 9 mph                                                                              |
| CSS Chicora                                 | Varata 23 agosto 1862, Charleston, SC                                                                                    | 2 9" Dahlgren \|2 7"                                                   | non disponibile                                                      | Distrutta dai Confederati, 18 febbraio 1865, Charleston, S.C.; velocità: 3 nodi                                                                               |
| CSS Columbia                                | |                                                                        |                                                                      | |
| CSS Condor                                  | |                                                                        |                                                                      | |
| CSS Eastport                                | 31 ottobre 1861, Cerro Gordo sul Tennessee                                                                               | Lavoro mai completato dalla Marina confederata                         |                                                                      | Catturata feb. 1862 da forze unioniste; completata come corazzata dell'Unione                                                                                 |
| CSS Florida (già CSS Selma)                 | Cambiato nome sett. 1862                                                                                                 | 2 9" Dahlgren 1 8" Columbiad 2 32 libbre                               | non disponibile                                                      | Affondata Mobile Bay, 1865; nave a ruote |
| CSS Fredericksburg                          | Costruita a Richmond, Va.; una delle "Cannoniere delle Signore"                                                          | 8 cannoni (?)                                                          | non disponibile                                                      | Bruciata dai Confederati, 2 aprile 1865, presso Richmond, VA., per evitare la cattura                                                                         |
| CSS Georgia                                 | Costruita da privati in Georgia, 20 maggio 1862                                                                          | 2 6" 2 8" Columbiad                                                    | 2 strati di ferro                                                    | Distrutta dai Confederati in Savannah, Ga, 1864 |
| CSS Huntsville                              | Chiglia posata a Selma (Alabama), Autunno 1862                                                                           | 1 Brook rigato 1 6" \|4 32 libbre                                      | 4" ferro                                                             | Affondata dai Confederati, apr. 1865, Mobile, Ala.; velocità: 3 nodi                                                                                          |
| CSS J. A. Cotton (1)                        | |                                                                        |                                                                      | |
| CSS Jackson (anche CSS Muscogee o Muskogee) | Varata dic. 1864 a Columbus, Ga.                                                                                         | 8 cannoni (?)                                                          | non disponibile                                                      | Distrutta dai Confederati, apr. 1865, sul fiume Chattahoochee                                                                                                 |
| CSS Louisiana                               | Varata 6 febbraio 1862, New Orleans                                                                                      | 3 9" lisci 4 rigati da 8" 2 rigati da 7"                               | 2 strati di ferro                                                    | Affondata 24 aprile 1862, dalle forze navali unioniste al largo di New Orleans                                                                                |
| CSS Manassas (2)                            | Costruita per scopi privati a New Orleans; confiscata dalla Marina confederata ottobre 1862                              | 1 9" Dahlgren                                                          | 2" ferro                                                             | Arenata apr. 1863 nell'area di New Orleans; velocità: 6 nodi                                                                                                  |
| CSS Milledgeville                           | |                                                                        |                                                                      | |
| CSS Mississippi                             | Varata 8 aprile 1862 a New Orleans; mai interamente completata                                                           | 20 cannoni (?)                                                         | Piastra da 2" ferro                                                  | Bruciata 24 aprile 1862, per evitare la cattura |
| CSS Missouri                                | Varata a Shreveport, Ala. 14 aprile 1863                                                                                 | 1 11" Dahlgren 1 9" Dahlgren 1 32 libbre                               | 2 strati di ferro                                                    | Arresasi a forze unioniste, 1865; ruota a pale poppiera, velocità: 6 nodi                                                                                     |
| CSS Mobile                                  | Convertita in corazzata a Yazoo City, Ala. 1862                                                                          | 3 32 libbre 1 rigato da 32 libbre 1 8"                                 | 12" legno ricoperto da 2 strati di ferro                             | Mai completata, distrutta dai Confederati, luglio 1863 |
| CSS Nashville (1)                           | Costruita ago.1864, Montgomery (Alabama)                                                                                 | 2 cannoni girevoli a prua 1 cannone girevole a poppa 4 cannoni ai lati | 5 piedi di legno ricoperto da piastra di ferro da 6"                 | Affondata 12 aprile 1865, per evitare la cattura; doppie ruote a pale                                                                                         |
| CSS Neuse                                   | Costruita sul fiume Neuse, SC, varata 27 aprile 1864                                                                     | 1 rigato Brooke 1 6" 4 32 libbre                                       | 4" ferro                                                             | Affondata 9 marzo 1865 per evitare la cattura |
| CSS North Carolina                          | Costruita a Wilmington N C.; varata primavera 1864                                                                       | 6 cannoni                                                              | 24" legno ricoperto da 6" di ferro                                   | Affondata all'ormeggio a Smithville (ora Southport) S.C. a causa dello scafo tarlato; velocità 3 - 5 nodi                                                     |
| CSS Palmetto State                          | Costruita a Wilmington NC.; varata primavera 1862                                                                        | 2 9" Dahlgren 2 7"                                                     | 24" legname, 12" travi, 2" ferro                                     | 18 febbraio 1865 fatta esplodere per evitare la cattura, Charleston, SC; velocità: 5 nodi                                                                     |
| CSS Raleigh                                 | Costruita a Wilmington N C.; varata primavera 1864                                                                       | 6 cannoni (?)                                                          | 24" legno ricoperto da 6" ferro                                      | 7 maggio 1864, arenatasi; spezzatasi nel tentativo di liberarsi                                                                                               |
| CSS Richmond                                | Costruita a Richmond, Va., 1863                                                                                          | 4 cannoni                                                              | 2" ferro, 24" legname, 12" travi                                     | Bruciata apr. 1865, a Richmond, Va per evitare la cattura |
| CSS Savannah (2)                            | Costruita a Savannah (Georgia), 1863                                                                                     | 2 7" 2 6.4"                                                            | 2" ferro, 24" legname, 12" travi                                     | Bruciata 21 dicembre 1864 per evitare la cattura a Savannah, Ga.; velocità: 6 nodi                                                                            |
| CSS Stonewall                               | Costruita a Bordeaux, Francia; varata 21 giugno 1864                                                                     | 1 300 libbre Garnard, 2 70 libbre Armstrong                            | da 124 a 89 mm (linea di galleggiamento), torrette 124 mm            | Maggio 1865 appresa la fine della guerra consegnata a L'Avana alle autorità cubane per contratto con la Regina di Spagna; velocità: 9 nodi                    |
| CSS Tennessee                               | Completata a Selma (Alabama), feb. 1864                                                                                  | 4 10" Columbiad 2 7.5" rigati Brooke                                   | 9" legno ricoperto da 6" ferro                                       | Affondata Mobile Bay, 1865; velocità: 6 - 8 nodi |
| CSS Texas                                   | Lavori iniziati a Richmond, Va., 1864                                                                                    | 1 Brooke rigato 1 6" 4 32 libbre                                       | 4" ferro                                                             | Non finita; catturata da forze unioniste a Richmond, Va., 1865                                                                                                |
| CSS Tuscaloosa                              | Completata a Selma (Alabama), 1864                                                                                       | 1 Brooke rigato 1 6" 4 32 libbre                                       | 6" ferro                                                             | Affondata 1865 a Mobile Bay; velocità: 6 nodi |
| CSS Virginia                                | Gosport Navy Yard, Norfolk, Va., dallo scafo della USS Merrimac 24 luglio 1861 - 20 febbraio 1862                        | 6 9" Dahlgren 2 7" 2 6.4" rostro                                       | 24" legno, 4" ferro                                                  | Marzo 1861, due battaglie con forze navali unioniste nel porto di Norfolk, affondata dai Confederati maggio 1862 per evitare la cattura; velocità: 6 - 8 nodi |
| CSS Virginia II                             | Richmond Va.; varata giugno 1863                                                                                         | 6 7"                                                                   | 18" legno, 4" ferro                                                  | Distrutta da forze navali unioniste a Richmond, 1865 |
| CSS Wilmington                              | |                                                                        |                                                                      | |